# М'якініно (станція метро)
55°49′29″ пн. ш. 37°23′4″ сх. д. / 55.82472° пн. ш. 37.38444° сх. д.
«М'які́ніно» (рос. Мякинино) — 178-ма станція Московського метрополітену, розташована на Арбатсько-Покровській лінії між станціями «Строгіно» і «Волоколамська». Перша станція Московського метрополітену, побудована за адміністративними межами Москви, і перша в практиці російського метробудування, у фінансуванні будівництва якої брав участь приватний капітал.
Відкрита 26 грудня 2009 року у складі ділянки «Строгіно» — «Митино».

## Технічна характеристика
Станція «М'якініно» наземна крита, з береговими платформами. Споруджена з монолітного залізобетону. Попри те, що між коліями розташовано ряд колон, по конструкції станція є однопрогінною. Прямокутний у плані закритий об'єм станційного комплексу перекритий потужною залізобетонною плитою, яка спирається на бічні фахверкові стіни з монолітного залізобетону. Сталеві колони всередині перонного залу не є несучими для конструкцій станції, а проходять крізь плиту покриття станційного комплексу і служать опорами, що підтримують перекриття розташованої над станцією дев'ятиповерхової парковки. Така конструкція дозволяє ізолювати станцію метро від паркінгу, забезпечити протипожежну безпеку та автономну роботу конструкцій станції і паркінгу.

## Колійний розвиток
Станція без колійного розвитку.

## Архітектура та оздоблення
Станція побудована в стилі хай-тек і за своїм суто функціональному архітектурному рішенню різко виділяється на тлі інших станцій Московського метрополітену. Вже в ході будівництва для здешевлення оздоблювальних робіт за рішенням приватного інвестора оздоблення стін склом і мармуром, передбачену авторами архітектурного проекту, замінили на граніт і штукатурку. Також з економічних міркувань відмовилися від планованої основної архітектурної теми перонного залу — ряду витончених світильників у вигляді хмарок-відбивачів. Освітлення виконано у вигляді світлових ліній, що доповнюються невеликими світильниками на колонах. Через великий об'єм станції і відмови від використання відбивачів освітленість перонного залу виявилася досить низькою. Підлога оздоблена сірим гранітом. Круглі в перетині колони вже після відкриття станції були оброблені нержавіючої сталлю. Проте підвісна стеля з шумопоглинаючих панелей була збережена і реалізовано. Завдяки такій конструкції, а також використанню дерев'яних шпал на щебеневому баласті і великому об'єму, станція «М'якініно» стала однією з найтихіших станцій в московському метро.

## Вестибюлі і пересадки
Станція «М'якініно» безпересадочна, з двома вестибюлями, один з яких був введений в експлуатацію лише в грудні 2013 через порушення технології ведення арматурних робіт. Він веде в 3 сектор Крокус-Сіті, в якому поки що немає об'єктів, здатних привернути увагу пасажирів. Формально кажучи, північний вестибюль веде практично в «нікуди», і пасажирів там майже немає. Інший діючий вестибюль розташований у південному торці. Перехід з однієї платформи на іншу можливий як через вестибюль, так і по перехідному містку в центральній частині платформового залу. Вихід і перехід між платформами здійснюється по сходах, ескалаторами і ліфтами станція не обладнана.

## Фінансування
«М'якініно» — перша станція метро в Росії, побудована на умовах приватно-державного партнерства. Проектування і будівництво фінансувалися з бюджетів Москви і Московської області та за рахунок приватних інвестицій комерційної компанії Crocus Group. За інформацією журналу «Forbes», власник Crocus Group Арас Агаларов став єдиним в Росії приватним співінвестором будівництва метро. Після оформлення станційного комплексу у власність компанії Crocus Group приватний інвестор передав його в експлуатацію ГУП «Московський метрополітен».